# Area no kishi
Area no kishi (エリアの騎士), également connu sous le titre The Knight in the Area, est un manga de Tadashi Agi sous le pseudonyme de Hiroaki Igano et Kaya Tsukiyama. Il est prépublié dans le magazine Weekly Shōnen Magazine de 2006 à 2017. Il a été adapté en anime de 37 épisodes, produit par les studios Shin-Ei Animation et diffusé entre le 7 janvier et le 29 septembre 2012 sur TV Asahi au Japon.

## Synopsis
Deux frères, deux même rêves mais également deux chemins différents pour y arriver, voilà la vie de Suguru et Kakeru, l'un est joueur national de football l'autre est manager. Bien qu'encore au lycée, Suguru est rapidement monté sur les marches de la gloire grâce à son talent incontesté pour le ballon rond, et on aurait pu dire la même chose de son frère.
Malheureusement celui-ci encore au collège ne peut pas utiliser sa jambe gauche après un choc psychologique lors d'un match, il a donc abandonné et désire devenir un entraîneur hors pair. Il ne peut cependant pas s'empêcher de s’entraîner seul tous les soirs par pure passion pour ce jeu, même si ses efforts sont vains face à son génie de frère.
Il faudra que le destin s'en mêle pour que ces deux-là se retrouvent d'une façon ou d'une autre ensemble sur le même terrain vers les championnats du monde.

## Personnages principaux
Kakeru Aizawa
Voix japonaise : Yūko Sanpei
Il est le petit frère du talentueux Suguru Aizawa. Dès le début de la série, Kakeru travaille en tant qu'entraîneur dans l'équipe de football de son établissement à cause d'un choc psychologique l'empêchant de jouer ; en voulant marquer un but du pied gauche, il cause une terrible blessure à son coéquipier Hibino. De nature, Kakeru est une personne joviale, mais selon son frère, il a un terrible manque de confiance en soi.
Suguru Aizawa
Voix japonaise : Jun Fukuyama, Motoko Kumai (enfant)
Grand frère de Kakeru Aizawa, il est admiré par de nombreuses personnes grâce au talent qu'il a pour le football depuis l'âge de douze ans. Un peu plus tard, il réussit la promesse qu'il avait faite à son frère et Nana, une amie : porter le maillot de football du Japon. Il est calme et posé, ce qui fait de lui un grand atout pour une équipe. Selon Kakeru, il paraît comme quelqu'un qui n'a aucun problème, mais au fond de lui, Suguru a énormément de pression, à tel point qu'il en fait des cauchemars. Malgré son talent pour le ballon rond, il décède dès le début du manga.
Nana Mishima
Voix japonaise : Shizuka Itō
Surnommée Seven par ses amis et Petite sorcière dans le monde du football, Nana est une amie d'enfance de Kakeru et Suguru. Plus tard dans sa jeunesse, elle dut partir aux États-Unis, mais elle promit à Kakeru et Suguru qu'elle porterait le maillot du Japon. Quelques années plus tard, elle revint au Japon et devint l'entraîneuse de l'équipe de football de l'établissement où elle était. Elle a un caractère doux, mais elle est toujours sérieuse au niveau du travail.

## Manga

### Fiche technique
- Édition japonaise : Kōdansha
  - Auteurs : Hiroaki Igano et Kaya Tsukiyama
  - Nombre de volumes sortis : 57 (terminé)
  - Date de première publication : 2006-2017
  - Prépublication : Weekly Shōnen Magazine

### Liste des volumes
| no | Japonais          | Japonais          |
| no | Date de sortie    | ISBN              |
| -- | ----------------- | ----------------- |
| 1  | 17 août 2006      | 978-4-06-363712-0 |
| 2  | 15 septembre 2006 | 978-4-06-363725-0 |
| 3  | 17 novembre 2006  | 978-4-06-363749-6 |
| 4  | 16 février 2007   | 978-4-06-363794-6 |
| 5  | 17 avril 2007     | 978-4-06-363819-6 |
| 6  | 15 juin 2007      | 978-4-06-363842-4 |
| 7  | 14 septembre 2007 | 978-4-06-363888-2 |
| 8  | 16 novembre 2007  | 978-4-06-363912-4 |
| 9  | 18 février 2008   | 978-4-06-363950-6 |
| 10 | 17 avril 2008     | 978-4-06-363972-8 |
| 11 | 17 juin 2008      | 978-4-06-384001-8 |
| 12 | 12 août 2008      | 978-4-06-384022-3 |
| 13 | 17 novembre 2008  | 978-4-06-384063-6 |
| 14 | 17 février 2009   | 978-4-06-384085-8 |
| 15 | 17 avril 2009     | 978-4-06-384122-0 |
| 16 | 17 juin 2009      | 978-4-06-384146-6 |
| 17 | 17 août 2009      | 978-4-06-384171-8 |
| 18 | 17 novembre 2009  | 978-4-06-384209-8 |
| 19 | 17 février 2010   | 978-4-06-384247-0 |
| 20 | 16 avril 2010     | 978-4-06-384281-4 |
| 21 | 17 juin 2010      | 978-4-06-384312-5 |
| 22 | 17 septembre 2010 | 978-4-06-384362-0 |
| 23 | 17 décembre 2010  | 978-4-06-384417-7 |
| 24 | 17 février 2011   | 978-4-06-384444-3 |
| 25 | 15 avril 2011     | 978-4-06-384474-0 |
| 26 | 17 juin 2011      | 978-4-06-384504-4 |
| 27 | 16 septembre 2011 | 978-4-06-384551-8 |
| 28 | 17 novembre 2011  | 978-4-06-384579-2 |
| 29 | 17 janvier 2012   | 978-4-06-384613-3 |
| 30 | 16 mars 2012      | 978-4-06-384642-3 |
| 31 | 15 juin 2012      | 978-4-06-384687-4 |
| 32 | 17 août 2012      | 978-4-06-384731-4 |
| 33 | 17 octobre 2012   | 978-4-06-384747-5 |
| 34 | 17 décembre 2012  | 978-4-06-384793-2 |
| 35 | 15 mars 2013      | 978-4-06-384826-7 |
| 36 | 17 mai 2013       | 978-4-06-384863-2 |
| 37 | 16 août 2013      | 978-4-06-394909-4 |
| 38 | 17 octobre 2013   | 978-4-06-394942-1 |
| 39 | 17 janvier 2014   | 978-4-06-394983-4 |
| 40 | 17 mars 2014      | 978-4-06-395024-3 |
| 41 | 17 juin 2014      | 978-4-06-395078-6 |
| 42 | 17 septembre 2014 | 978-4-06-395188-2 |
| 43 | 17 novembre 2014  | 978-4-06-395243-8 |
| 44 | 16 janvier 2015   | 978-4-06-395289-6 |
| 45 | 17 mars 2015      | 978-4-06-395345-9 |
| 46 | 15 mai 2015       | 978-4-06-395401-2 |
| 47 | 17 juillet 2015   | 978-4-06-395437-1 |
| 48 | 17 octobre 2015   | 978-4-06-395488-3 |
| 49 | 17 décembre 2015  | 978-4-06-395560-6 |
| 50 | 17 février 2016   | 978-4-06-395603-0 |
| 51 | 15 avril 2016     | 978-4-06-395652-8 |
| 52 | 17 juin 2016      | 978-4-06-395688-7 |
| 53 | 17 août 2016      | 978-4-06-395727-3 |
| 54 | 17 novembre 2016  | 978-4-06-395779-2 |
| 55 | 17 janvier 2017   | 978-4-06-395854-6 |
| 56 | 17 mars 2017      | 978-4-06-395896-6 |
| 57 | 17 mai 2017       | 978-4-06-395944-4 |

## Anime

### Fiche technique
- Réalisation : Hirofumi Ogura
- Musique : Fuminori Iwasaki, Keiji Iuchi
- Composition de la série : Noboru Sugiyama, Yoshio Kato
- Character design : Hitomi Tsuruta
- Studio d’animation : Shin-Ei Animation
- Licencié par :
  -  Japon : TV Asahi
- Nombre d’épisodes diffusés : 37
- Durée : 25 minutes
- Dates de première diffusion :
  -  TV Tokyo : 7 janvier 2012

### Liste des épisodes
| No | Titre français                                     | Titre japonais                   | Titre japonais                      | Date de 1re diffusion |
| No | Titre français                                     | Kanji                            | Rōmaji                              | Date de 1re diffusion |
| -- | -------------------------------------------------- | -------------------------------- | ----------------------------------- | --------------------- |
| 1  | J'aime le football                                 | 僕はサッカーが大好きです         | Boku wa Sakkā ga Daisukidesu        | 7 janvier 2012        |
| 2  | Le chevalier des surfaces                          | エリアの騎士                     | Eria no Kishi                       | 14 janvier 2012       |
| 3  | Le pouls d'un frère                                | 兄の鼓動                         | Ani no Kodō                         | 21 janvier 2012       |
| 4  | La dernière passe                                  | ラストパス                       | Rasuto Pasu                         | 28 janvier 2012       |
| 5  | Le club de football du lycée Enoshima ?!           | 江ノ島高校フットボールクラブ！？ | Enoshima Koukou Futtobōru Kurabu!?  | 4 février 2012        |
| 6  | Confrontation ! FC contre SC !!                    | 激突！ FC対SC！！                | Gekitotsu ! FC tai SC !!            | 11 février 2012       |
| 7  | Le retour du Roi                                   | 王様の帰還                       | Ousama no Kikan                     | 18 février 2012       |
| 8  | Conclusion                                         | 決着                             | Kecchaku                            | 25 février 2012       |
| 9  | Panique au Camp d'Entraînement ?!                  | 強化合宿は大騒ぎ！？             | Kyouka Gasshuku ha Oosawagi!?       | 2 mars 2012           |
| 10 | Petite sorcière                                    | リトル・ウィッチィ               | Ritoru wicchi                       | 10 mars 2012          |
| 11 | Division du club de football                       | サッカー部分裂                   | Sakkā-bu bunretsu                   | 17 mars 2012          |
| 12 | La renaissance de l'équipe de football d'Enoshima  | 新生江ノ高サッカー部             | Shinnama Enokou sakkā-bu            | 24 mars 2012          |
| 13 | Lever de rideau ! Les éliminatoires inter-lycées   | 開幕！インターハイ予選           | Kaimaku! Intāhai yosen              | 31 mars 2012          |
| 14 | La feinte fantôme                                  | 幻のフェイント                   | Maboroshi no feinto                 | 7 avril 2012          |
| 15 | Redoutables ?! L'école Tsujido                     | 強敵！？辻堂学園                 | Kyōteki!? Tsujidō gakuen            | 14 avril 2012         |
| 16 | Les 3 secondes de silence                          | 空白の３秒間                     | Kūhaku no san-byōkan                | 21 avril 2012         |
| 17 | Leonardo Silva                                     | レオナルド・シルバ               | Reonarudo Shiruba                   | 28 avril 2012         |
| 18 | La rivale de Seven                                 | セブンのライバル                 | Sebun no raibaru                    | 5 mai 2012            |
| 19 | La défense de fer !! Les quatre flèches            | 鉄壁！！フォーアロウズ           | Teppeki!! Fōa rouzu                 | 12 mai 2012           |
| 20 | La naissance de l'astuce Phi                       | Φトリック誕生                    | Fai torikku tanjō                   | 19 mai 2012           |
| 21 | La fête de la musique est la mélodie de l'amour ?! | 祭囃子は恋の調べ！？             | Matsuri hayashi wa koi no shirabe!? | 26 mai 2012           |
| 22 | L'empereur Tooru Asuka                             | 皇帝 飛鳥 享                     | Kōtei Asuka Tōru                    | 2 juin 2012           |
| 23 | Situation désespérée                               | 絶体絶命                         | Zettai zetsumei                     | 9 juin 2012           |
| 24 | Soif de victoire                                   | 勝利への執念                     | Shōri e no shūnen                   | 21 juin 2012          |
| 25 | Bataille féroce !! Finale                          | 激闘！！フィナーレ               | Gekitō!! Fināre                     | 30 juin 2012          |
| 26 | Les professionnels                                 | プロフェッショナル               | Purofesshonaru                      | 14 juillet 2012       |
| 27 | Le départ de Ryoma                                 | 涼真がゆく！                     | Ryōma ga yuku!                      | 21 juillet 2012       |
| 28 | L'apogée de la bataille ! Kamakura contre Shukyu   | 頂上決戦！鎌学VS蹴学             | Chōjō kessen! Kama-gaku VS chu-gaku | 28 juillet 2012       |
| 29 | Partiellement nuageux                              | くもりのち晴れ                   | Kumorinochihare                     | 4 août 2012           |
| 30 | Camp d'entraînement des M-16                       | U-16代表合宿                     | U-16 daihyō gasshuku                | 11 août 2012          |
| 31 | Le début de la rencontre international             | 世界戦デビュー                   | Sekai-sen debyū                     | 18 août 2012          |
| 32 | Bienvenue Roméo-sama?!                             | お帰りなさいませ、ロミオ様！？   | Okaerinasaimase, Romio-sama!?       | 25 août 2012          |
| 33 | Un nouvel adversaire                               | 新たな強敵                       | Aratana kyōteki                     | 1er septembre 2012    |
| 34 | C'est la reprise ! Le championnat lycéen           | 開幕！高校選手権                 | Kaimaku! Kōkō senshuken             | 8 septembre 2012      |
| 35 | Le nouveau Football Total                          | ネオ・トータルフットボール       | Neo tōtarufuttobōru                 | 15 septembre 2012     |
| 36 | Avis de tempête !                                  | 暴風警報発令！                   | Bōfū keihō hatsurei!                | 22 septembre 2012     |
| 37 | Coup d'envoi !!                                    | キックオフ！！                   | Kikkuofu!!                          | 29 septembre 2012     |

### Doublage
| Personnages   | Personnages   | Voix japonaises |
| ------------- | ------------- | --------------- |
| Kakeru Aizawa | Kakeru Aizawa | Yūko Sanpei     |
| Suguru Aizawa | Suguru Aizawa | Jun Fukuyama    |
| Nana Mishima  | Nana Mishima  | Shizuka Itou    |

## Produits dérivés
Un fanbook  (ISBN 978-4-06-376659-2) est sorti le 15 juin 2012.